# Lijst van beelden in Arnhem
Dit is een (onvolledige) chronologische lijst van beelden in Arnhem. Onder een beeld wordt hier verstaan elk driedimensionaal kunstwerk in de openbare ruimte van de Nederlandse gemeente Arnhem, waarbij beeld wordt gebruikt als verzamelbegrip voor sculpturen, standbeelden, installaties, gedenktekens en overige beeldhouwwerken.
Er zijn ruim 300 kunstwerken in de openbare ruimte binnen de gemeente Arnhem. Beelden in het beeldenpark van het Museum voor Moderne Kunst Arnhem zijn niet in de lijst opgenomen.
| Geplaatst        | Omschrijving                                                                     | Kunstenaar                                                   | Straat                                                                          | Materiaal                                            | BKA-nr. | BKA-loc. | Afbeelding  |
| ---------------- | -------------------------------------------------------------------------------- | ------------------------------------------------------------ | ------------------------------------------------------------------------------- | ---------------------------------------------------- | ------- | -------- | ----------- |
| 1712             | Prosperina                                                                       | Ignatius van Logteren                                        | Jansbuitensingel                                                                | Bentheimer zandsteen                                 | 26      | G 5      |             |
| 1712             | Venus                                                                            | Ignatius van Logteren                                        | Jansbuitensingel                                                                | Bentheimer zandsteen                                 | 26      | G 5      |             |
| 1712             | Neptunus                                                                         | Ignatius van Logteren                                        | Jansbuitensingel                                                                | Bentheimer zandsteen                                 | 26      | G 5      |             |
| 1712             | Bacchante                                                                        | Ignatius van Logteren                                        | Velperbinnensingel                                                              | Bentheimer zandsteen                                 | 26      | G 5      |             |
| 1712             | Juno                                                                             | Ignatius van Logteren                                        | Velperbinnensingel                                                              | Bentheimer zandsteen                                 | 26      | G 5      |             |
| 1712             | Pluto                                                                            | Ignatius van Logteren                                        | Lauwersgrachtpark                                                               | Bentheimer zandsteen                                 | 26      | G 5      |             |
| 1712             | Venus                                                                            | Ignatius van Logteren                                        | Lauwersgrachtpark                                                               | Bentheimer zandsteen                                 | 26      | G 5      |             |
| 1860             | Stichtingssteen Luthers Hofje                                                    |                                                              | Luthers Hofje                                                                   |                                                      |         |          |             |
| 1863             | Mars                                                                             |                                                              | Velperweg, Bronbeek                                                             | zandsteen                                            |         |          |             |
| ca. 1870         | Kilometerpaal 6                                                                  |                                                              | Randweg                                                                         |                                                      |         |          |             |
| ca. 1875         | Gevelstructuur met Olifanten                                                     |                                                              | Velperweg 28                                                                    |                                                      |         |          |             |
| ca. 1875         | Tuinornament in rococostijl                                                      |                                                              | Onderlangs/Utrechtsestraat 59                                                   |                                                      |         |          |             |
| 1882             | Koning Willem II                                                                 | Wilhelm Hornberger                                           | Velperweg, Bronbeek                                                             | zandsteen                                            |         |          |             |
| 1885             | Herinneringssteen waterleidinggebouw                                             |                                                              | Staringplein 33                                                                 |                                                      |         |          |             |
| 1885             | Tuinvaas                                                                         | Ignatius van Logteren                                        | Jansbuitensingel                                                                | zandsteen                                            | 27      | G 4      |             |
| 1885             | Twee fonteinen met griffioenen                                                   |                                                              | Jansbuitensingel                                                                | gegoten zink, bronskleurig beschilderd               | 28      | G 4      |             |
| 1889             | Borstbeeld Koning Willem III                                                     |                                                              | Velperweg, Bronbeek                                                             | ijzer                                                |         |          |             |
| 1890             | Grieks mythologische tuinbeeldengroep                                            |                                                              | Zijpendaalseweg, park Zijpendaal                                                | zandsteen                                            | 95      | F 2      |             |
| 19e eeuw         | Ontvoering van Persephone                                                        |                                                              | Croydonplein                                                                    |                                                      | 184     | F 8      |             |
| 1902             | Artnouveaustijl brugelementen                                                    | Carel Kramer                                                 | De la Reijstraat                                                                |                                                      |         |          |             |
| 1911             | buste Clément van Maasdijk                                                       | August Falise                                                | Kerkpad/Kemperbergerweg bij de kerk (Schaarsbergen)                             | brons                                                | 78      | D 1      |             |
| 1913             | Plaquette mr. baron B.P. van Verschuer                                           | Cornelis Beets                                               | Boulevard Heuvelink 48                                                          |                                                      |         |          |             |
| 1914             | Gevelreliëf 'Nederlandsche Heide Maatschappij'                                   | Gijs Jacobs van den Hof                                      | Sickeszplein 1 (gevel Hekkelman Advocaten)                                      | steen                                                |         |          |             |
| 1920             | Bouwbeeldhouwwerk                                                                |                                                              | Velperbuitensingel 4 (gevel Albert Heijn)                                       | diabaas                                              | 34      | G 4      |             |
| 1920             | buste Jan Engelbert van Bevervoorde                                              | Abraham Hesselink                                            | Velperweg, Bronbeek                                                             | brons                                                |         |          |             |
| 1922             | zonder titel                                                                     | Gijs Jacobs van den Hof                                      | Fazantenweg/Bonte Wetering (Casimirschool)                                      | basaltlava                                           | 102     | I 1      |             |
| 1922             | Eerste steen Woningbouwver. voor Ambtenaren                                      |                                                              | Pontanuslaan 33                                                                 |                                                      |         |          |             |
| 1922/1924        | Maskerkoppen                                                                     | Gijs Jacobs van den Hof                                      | Vijverlaan 30 (school De Radar)                                                 | zandsteen                                            | 112     | H 3      |             |
| 1924             | Eerste steen Bondswoning                                                         | G. Feenstra                                                  | Zaslaan 78                                                                      |                                                      |         |          |             |
| 1928             | Tellegenbank (ter ere van Jan Willem Cornelis Tellegen)                          | Gijs Jacobs van den Hof                                      | Park Sonsbeek bij de Grote Vijver                                               | hardsteen                                            | 85      | F 3      |             |
| 1930             | Offervaardigheid                                                                 | Gijs Jacobs van den Hof                                      | Park Sonsbeek                                                                   | brons                                                | 81      | F 4      |             |
| 1930             | Sluitstenen met sculptuur                                                        | Gijs Jacobs van den Hof                                      | Van Oldenbarneveldstraat 90                                                     |                                                      | 159     | H 5      |             |
| 1931             | Ingang Gemeente Kleuterschool VI                                                 |                                                              | Reigerstraat 24                                                                 |                                                      |         |          |             |
| 1931             | Hendrik Lorentz                                                                  | Oswald Wenckebach                                            | Park Sonsbeek nabij de Witte Villa                                              | brons, euvillekalksteen                              | 89      | F 3      |             |
| 1932             | buste Van Heutsz                                                                 | Theo van Reijn                                               | Velperweg, Bronbeek                                                             | brons                                                |         |          |             |
| 1932             | Eerste steen Roemer Visscherstraat 11                                            |                                                              | Roemer Visscherstraat 11                                                        | steen                                                |         |          |             |
| 1934             | Heilig Hartbeeld                                                                 | Johannes Petrus Maas                                         | Steenstraat                                                                     | zandsteen                                            |         |          |             |
| 1936             | Eerste steen CAMIZ-woningen                                                      |                                                              | Groene Weide 97                                                                 |                                                      |         |          |             |
| 1937             | Fantasie                                                                         | Gijs Jacobs van den Hof                                      | Koningsplein (Stadsschouwburg)                                                  | kalksteen                                            | 24      | G 5      |             |
| 1938             | Roosje                                                                           | Hildo Krop                                                   | Tivolilaan t.h.v. rijksmonument De Grote Enk                                    | brons                                                | 234     | I 4      |             |
| 1939             | Eerste steen Stedelijk Gymnasium                                                 |                                                              | Statenlaan 8                                                                    |                                                      |         |          |             |
| 1939             | Christusbeeld in Christuskoepel                                                  | Mari Andriessen                                              | Nabij Diependalseweg, park Mariëndaal                                           | baksteen, hardsteen                                  | 66      | D 3      |             |
| vóór 1940        | De Steenen Tafel                                                                 | Kropholler                                                   | Nabij Amsterdamseweg, Tafellaan, park Mariëndaal                                | hardsteen                                            | 67      | D 3      |             |
| 1940             | Mozaiëktableau                                                                   | Firma Goedewaagen                                            | Willemsplein 34                                                                 |                                                      |         |          |             |
| begin jaren 40   | Heilig Hartbeeld (nisbeeld)                                                      |                                                              | Bakenbergseweg 72 (Heilig Hartkerk)                                             |                                                      |         |          |             |
| 1940-1942        | Albert van Dalsum                                                                | Johan van Zweden                                             | Eusebiusbinnensingel, hal schouwburg                                            | brons                                                | 25      | G 5      |             |
| 1941             | monument dr. H.J. Lovink                                                         | Gra Rueb                                                     | Apeldoornseweg/Sickeszplein                                                     | brons                                                | 120     | G 3      |             |
| 1945             | Herdenkingszuil Slag om Arnhem (Airborne-monument)                               | Gijs Jacobs van den Hof                                      | Airborneplein                                                                   | hardsteen                                            | 16      | G 5      |             |
| 15 juni 1946     | Monument                                                                         | Dirk Masselink                                               | Tivolilaan                                                                      |                                                      |         |          |             |
| 1949             | De Gelaarsde Kat                                                                 | Mari Andriessen                                              | Park Malburgen West                                                             |                                                      |         |          |             |
| 1949             | Eert de vrouw                                                                    | Nel Klaassen                                                 | Utrechtsestraat, uitkijkpunt t.o. Liander                                       | hardsteen                                            | 60      | E 4      |             |
| 1949             | Karel van Gelre                                                                  | Albert Diekerhof en Joop Hekman                              | Jansplaats                                                                      | Franse kalksteen                                     | 43      | G 4      |             |
| 1950             | Eerste steen Chopinstraat 3                                                      |                                                              | Chopinstraat 3                                                                  |                                                      |         |          |             |
| 1952             | Rode haan                                                                        | John Grosman                                                 | Boulevard Heuvelink 152                                                         |                                                      |         |          |             |
| 1953             | Mens tegen macht                                                                 | Gijs Jacobs van den Hof                                      | Jonas Daniël Meijerplaats t.o. Dudok                                            | brons                                                | 7       | G 5      |             |
| 1953             | De pleuranten                                                                    | Gijs Jacobs van den Hof                                      | Waterbergseweg, Moscowa                                                         | Franse kalksteen                                     | 96      | H 1      |             |
| 1953             | Airborne-embleem                                                                 | Gijs Jacobs van den Hof                                      | Airborneplein                                                                   | kalksteen                                            | 14      | G 5      |             |
| 1953             | Grindmozaïeken                                                                   |                                                              | Westervoortsedijk (voormalig GEB-gebouw)                                        | grind en beton                                       | 162     | G 5      |             |
| 1953-54          | Reliëfs dierfiguren                                                              | H.J. van Breda                                               | Bernhardlaan 7–45                                                               |                                                      |         |          |             |
| 1953-54          | Reliëfs plantfiguren                                                             | H.J. van Breda                                               | Lippe Biesterfeldstraat 1–39                                                    |                                                      |         |          |             |
| 1954             | Reliëf 'Het Vrederijk'                                                           | Cor Baljet                                                   | Zaslaan 22                                                                      |                                                      |         |          |             |
| 1954             | Mozaïek                                                                          | Wally Elenbaas                                               | Onderlangs                                                                      |                                                      |         |          |             |
| 1954             | De Phoenix (Feniks)                                                              | Willem Reijers                                               | Stationshal                                                                     |                                                      |         |          |             |
| 1954             | Gevelreliëf                                                                      | Eduard Speyart van Woerden                                   | Walburgisplein                                                                  | kalk- zandsteen                                      | 17      | G 5      |             |
| 1954             | Gevelreliëf                                                                      | John Grosman                                                 | Velperplein, Rembrandttheater                                                   | beton                                                | 38      | G 4      |             |
| 1954             | Gevelreliëf Chaos                                                                | John Grosman                                                 | Westervoortsedijk (voormalige Coberco)                                          | kalksteen                                            | 163     | G 5      |             |
| 1954             | Gevelreliëf Ordening                                                             | Jan Teulings                                                 | Westervoortsedijk (voormalige Coberco)                                          | kalksteen                                            | 164     | G 5      |             |
| 1954             | Gevelreliëf Zonnekracht                                                          | Albert Diekerhof                                             | Westervoortsedijk (voormalige Coberco)                                          | kalksteen                                            | 165     | G 5      |             |
| 1954             | Gevelreliëf Voltooiing                                                           | Gijs Jacobs van den Hof                                      | Westervoortsedijk (voormalige Coberco)                                          | kalksteen                                            | 166     | G 5      |             |
| 1954             | zonder titel                                                                     | John Grosman                                                 | Thomas á Kempislaan, Arentheemcollege                                           | brons, sierbeton                                     | 110     | H 3      |             |
| 1954             | Le grand cerf ('Hert van Pompon')                                                | François Pompon                                              | Willemsplein                                                                    | brons                                                | 37      | F 4      |             |
| 1954             | Gedenkteken 1940-1945                                                            | Albert Termote                                               | Klapstraat                                                                      | euville                                              |         |          |             |
| 1954             | Wachters                                                                         | Hildo Krop                                                   | Huis der Provincie                                                              | Beiers graniet                                       | 214     | G 5      |             |
| 1954             | Twee Pilaren                                                                     | Hildo Krop                                                   | Huis der Provincie binnenplein                                                  | staal                                                | 215     | G 5      |             |
| 1954             | Hercules en Antaeus                                                              | Piet Esser                                                   | Markt                                                                           | brons en basalt                                      | 216     | G 5      |             |
| 1954             | Carillon en reliëf                                                               | Everdine Schuurman-Henny                                     | Markt 11 (Huis der Provincie)                                                   |                                                      |         |          |             |
| 1954             | Balkon en reliëf van wapenschild                                                 | Willem Reijers                                               | Markt 11 (Huis der Provincie)                                                   | travertijn                                           |         |          |             |
| 1955             | Feniks                                                                           | Ossip Zadkine                                                | Koningstraat                                                                    | brons                                                | 5       | G 5      |             |
| 1956             | Burgerklok Lauwersgracht                                                         | Klokkengieterij Petit en Fritsen BV                          | Lauwersgracht                                                                   | brons                                                | 29      | G 4      |             |
| 1956             | Topgevelsculptuur                                                                | Eduard van Kuilenburg                                        | Kerkstraat 19                                                                   | kalksteen                                            | 49      | G 5      |             |
| 1956             | Vlijt                                                                            | Jac Maris                                                    | Boulevard Heuvelink 48                                                          |                                                      |         |          |             |
| ca. 1956         | Mozaiëktableau                                                                   | Pierre van Rossum                                            | Boulevard Heuvelink 48                                                          |                                                      |         |          |             |
| ca. 1956         | Accordeonist                                                                     | Eduard van Kuilenburg                                        | Audrey Hepburnplein 1 (Focus Filmtheater)                                       | kalksteen                                            |         |          |             |
| 1957             | Olifant                                                                          | Albert Diekerhof                                             | Lupinestraat 12, De Spil                                                        | kalksteen                                            | 178     | F 6      |             |
| 1957             | zonder titel                                                                     | Frans Coppelmans                                             | Blekerstraat 2, De Sterrenkring                                                 | kalksteen                                            | 147     | G 4      |             |
| 1958             | Stijgende welvaart                                                               | Charles Hammes (ontwerp), Firma Beijnes-Bekkers (uitvoering) | Velperweg, entree Akzo Nobel                                                    | staal                                                |         |          |             |
| 1958/1959        | Doorgeven en Verwerken                                                           | Frans Coppelmans                                             | Renssenstraat (gevel voormalig PTT-kantoor)                                     | kalkzandsteen                                        | 51      | G 4      |             |
| 1958/1960        | Steigerende paarden                                                              | Ubbo Scheffer                                                | Thorbeckestraat 17 (Thorbecke Scholengemeenschap, Stedelijk Gymnasium)          | Vaurionkalksteen                                     | 155     | H 4      |             |
| 1958/1963        | Salomonsoordeel                                                                  | André Schaller                                               | Walburgstraat 2-4                                                               | brons                                                | 219     | G 5      |             |
| 1959             | Mr. Dr. P.G. van Tienhoven                                                       | Johan van Zweden                                             | begin Zijpendaalseweg                                                           | brons                                                | 80      | F 4      |             |
| 1959             | Vliegende Vogels                                                                 | Piet Slegers                                                 | Grensweg 2, S.G.M. Guido de Bres                                                | beton                                                | 103     | I 2      |             |
| rond 1960        | Kruidenierswaren (gevelkunstwerk)                                                |                                                              | Pauwstraat 8                                                                    |                                                      |         |          |             |
| 1960             | Vogels (gevelreliëfs op flats)                                                   | Piet Slegers                                                 | Orchislaan                                                                      | beton                                                | 176     | G 6      |             |
| 1960             | Olifantje                                                                        | Henk Vreeling                                                | Damstraat 6                                                                     | kalksteen                                            | 18      | G 5      |             |
| 1961             | De explosieve krachten van de natuur (Libelle)                                   | Shinkichi Tajiri                                             | Gele Rijdersplein, fontein                                                      | messing en brons                                     | 39      | F 4      |             |
| 1961             | Tobias met de engel                                                              | Marius van Beek                                              | Thomas á Kempislaan, Arentheemcollege                                           | brons                                                | 111     | H 3      |             |
| 1961             | Klok van de Sacramentskerk ('de stem van Malburgen')                             |                                                              | Sint Gangulphusplein/Middelgraafpad                                             |                                                      |         |          |             |
| 1962             | Sculptuur 'Groei'                                                                | Henk Zweerus                                                 | Tivolilaan                                                                      |                                                      |         |          |             |
| 1962–?           | Gevelkunstwerk zonder titel                                                      | Joop Janssen                                                 | Bethaniënstraat, Lourdesschool                                                  | smeedijzer                                           | 141     | J 4      |             |
| 1963–2010        | Vogels in vlucht                                                                 | Joop Haffmans                                                | Grevelingenstraat, Lelyschool                                                   | mozaïek                                              | 143     | J 4      |             |
| 1963             | Van der Heijdenbank                                                              | Johannes Cornelis Wienecke                                   | Velperweg, Bronbeek                                                             | baksteen en brons                                    |         |          |             |
| 1963             | Gele Rijder                                                                      | Gijs Jacobs van den Hof                                      | Gele Rijdersplein                                                               | brons, cire perdue                                   | 40      | G 4      |             |
| 1963             | Constructie 'Ontmoeting'                                                         | André Volten                                                 | Onderlangs 9 (in het plantsoen voor de ArtEZ Academie)                          | staal                                                | 224     | E 4      |             |
| 1963             | Mantelbaviaan                                                                    | Henk Vreeling                                                | Beeldhouwerstraat (Jozef Sartoschool)                                           | muschelkalksteen                                     | 108     | I 4      |             |
| 1964             | borstbeeld van professor J.C. van Staveren, KEMA-directeur                       | Willy Mignot                                                 | Arnhems Buiten                                                                  | brons                                                |         |          |             |
| 1964             | Naakt meisje                                                                     | Titus Leeser                                                 | Drieslag/Middengraaflaan                                                        | brons                                                | 171     | G 6      |             |
| 1964             | Moeder en kind                                                                   | Jacques Maris                                                | Het Lange Water, Rijn-IJselcollege                                              | beton                                                | 135     | K 4      |             |
| 1964             | Spelende reigers                                                                 | Hans Gorter                                                  | De houtmanstraat, in de watergang                                               | RVS                                                  | 134     | J 4      |             |
| 1965             | Gevelplastiek                                                                    | Jan van Eyl                                                  | Sickeszlaan (gevel Hekkelman Advocaten)                                         | koper                                                | 238     | G 3      |             |
| 1965             | Opstijgende en neerstortende Icarus                                              | Marius van Beek                                              | Ruitenberglaan, HAN                                                             | brons                                                | 130     | J 4      |             |
| 1965             | Spelend kind                                                                     | Chris van den Berg                                           | Coehoornstraat                                                                  | brons                                                | 58      | F 4      |             |
| 1965             | Buste Mr. S. baron van Heemstra                                                  | Johan van Zweden                                             | Bakenbergseweg, park Warnsborn (Schaarsbergen)                                  | brons                                                | 68      | D 2      |             |
| 1965–2010        | Zwemmen leren                                                                    | Jorien Rooijmans-de Kruyff van Dorssen                       | Ruitenberglaan, park Presikhaaf                                                 | brons                                                | 131     | J 4      |             |
| 1966             | Meisje met bal                                                                   | Titus Leeser                                                 | Heijenoordseweg, Groot Klimmendaal                                              | brons                                                | 64      | D 3      |             |
| 1966             | Bremer muzikanten                                                                | Auguste Manche                                               | Zwanebloemlaan 4                                                                | keramiektableau                                      | 168     | G 7      |             |
| 1967             | Figuren                                                                          | Ubbo Scheffer                                                | Hisveltplein; voorheen Roompotstraat                                            | hout                                                 | 144     | I 5      |             |
| 1967             | Gevelapplicaties                                                                 | Aart van den IJssel                                          | Markt 1                                                                         | staal                                                | 12      | G 5      |             |
| 1967             | Lansknecht                                                                       | Giuseppe Roverso                                             | Koningstraat (Duivelshuis)                                                      | steen                                                |         |          |             |
| 1967-1968        | Drie vrouwen                                                                     | Marius van Beek                                              | Groene Weide                                                                    | brons                                                | 172     | G 6      |             |
| 1968             | Nereïden                                                                         | Nic Jonk                                                     | Gildemeestersplein                                                              | brons                                                | 142     | J 4      |             |
| 1968             | Inscriptie                                                                       | Bernard Verhoeven                                            | Walburgstraat/Beekstraat                                                        | marmer                                               | 6       | G 5      |             |
| 1968             | Landschapsvorm                                                                   | Piet Slegers                                                 | Koningstraat 48, patio gemeentehuis                                             | brons                                                | 3       | G 5      |             |
| 1968             | Spelende kinderen                                                                | Jan Teulings                                                 | Kinderkamp, Willem Dreesschool                                                  | brons                                                | 137     | K 4      |             |
| 1968             | Zonneteken                                                                       | Willem Berkhemer                                             | Karel Doormanstraat                                                             | Crystallino marmer                                   | 140     | J 5      |             |
| 1969             | Evolutie                                                                         | Piet Slegers                                                 | Koningstraat 48, Walburgstraat, plein gemeentehuis                              | brons                                                | 4       | G 5      |             |
| 1969             | zonder titel (gevelreliëfs op flats)                                             | Chris van den Berg                                           | Brandeburgseplein en Kleefseplein                                               | gewapend polyester, polychroom                       | 169     | H 7      |             |
| ca. 1970         | Wandplastiek                                                                     | Herman de Vries                                              | Beekstraat 39, hal politiebureau                                                | beton                                                | 21      | G 5      |             |
| 1970             | Kleuters                                                                         | Ubbo Scheffer                                                | Peter van Anrooylaan, Basisschool De Zyp                                        | natuursteen en metaal                                | 74      | F 2      |             |
| 1970             | Teken                                                                            | Auguste Manche                                               | Waterbergseweg, Moscowa                                                         | RVS                                                  | 100     | H 1      |             |
| 1970             | Monument Atjeh oorlog                                                            | Lodewijk Henzen                                              | Velperweg, Bronbeek                                                             | zandsteen                                            |         |          |             |
| 1970             | Burgers                                                                          | Ubbo Scheffer                                                | Beekstraat, voor politiebureau                                                  | staal en betonnen sokkel                             | 20      | G 5      |             |
| 1970-1971        | Boom                                                                             | Albert Dekkers                                               | Burgemeester Matsersingel, t.h.v. kruising Groningensingel / Kronenburgersingel | RVS of aluminium                                     | 180     | F 7      |             |
| 1971             | Betonelementen                                                                   | Albert Diekerhof                                             | Zeegsingel, Olympuscollege                                                      | Sierbeton                                            | 170     | F 7      |             |
| 1971             | Ruimteplastieken                                                                 | Joop Beljon                                                  | Eusebiusbinnensingel 28                                                         | sierbeton                                            | 217     | G 5      |             |
| 1971/1973        | Plastiek                                                                         | Chris van den Berg                                           | Valkhofplein                                                                    | brons                                                | 139     | K 4      |             |
| 1972             | Dansend Paar / Dans van jonge voeten                                             | Eka Thoden van Velzen                                        | Lauwersgracht                                                                   | brons                                                | 30      | G 5      |             |
| 1972             | De schreeuw                                                                      | Jetty Homan                                                  | Koningstraat                                                                    | brons                                                | 47      | G 4      |             |
| 1972/1975        | Groei                                                                            | Joep Sterman                                                 | De Monchyplein                                                                  | RVS                                                  | 177     | F 6      |             |
| 1973             | Kikker en poes                                                                   | Marius van Beek                                              | Kinderkamp, Willem Dreesschool                                                  | hardsteen                                            | 138     | K 4      |             |
| 1973             | Reliëfs op toegangsdeuren                                                        | Ubbo Scheffer                                                | Middachtensingel (Kennedyschool)                                                | aluminium                                            | 136     | K 4      |             |
| 1974             | Leliedrager                                                                      | Willem Berkhemer                                             | Waterbergseweg, begraafplaats Moscowa                                           | Beiers graniet                                       |         |          |             |
| 1974             | Snuffelpaal                                                                      | Willem Berkhemer                                             | Merwedestraat                                                                   | Grieks kristalmarmer                                 | 124     | I 4      |             |
| 1974             | Zitelementen                                                                     | Eugène Terwindt en Pieter Blaauboer                          | Kluizeweg 189                                                                   |                                                      |         |          |             |
| 1974/1975–2022   | Omgevingsvormgeving                                                              | Bas Maters en Jan Hein Daniëls                               | Slochterenweg                                                                   | gemengd materiaal                                    | 186     | F 8      |             |
| 1975–?           | Plastiek                                                                         | Chris van den Berg                                           | van Goyenstraat                                                                 | marmer, brons                                        | 75      | E 3      |             |
| 1975             | Dansende kinderen                                                                | Ton Mulder                                                   | Sittardstraat 14                                                                |                                                      |         |          |             |
| 1975             | Dansende Nar                                                                     | Hans Bayens                                                  | Bovenbeekstraat/Land van de Markt                                               | brons                                                | 222     | G 4      |             |
| 1976             | Rustende vrouw                                                                   | Willem Berkhemer                                             | Paasberglaan                                                                    | syeniet                                              | 105     | J 2      |             |
| 1976             | Dans om het gouden kalf                                                          | Fri Heil                                                     | Velperbinnensingel/Koningsplein                                                 | brons                                                | 23      | G 5      |             |
| 1977             | Mensen in harmonieuze beweging                                                   | Leo van Opheusden                                            | Broekstraat 32                                                                  |                                                      |         |          |             |
| 1977             | Oude Jan (Zittende oude man)                                                     | Wim Kuijl                                                    | Eiland                                                                          | brons                                                | 48      | G 5      |             |
| 1977/1980        | Wederzijdse doordringing                                                         | Gerard Walraeven                                             | Katsbergpad, op de dijk Jubileumpark                                            | cortenstaal                                          | 201     | D 10     |             |
| 1978             | Ponstekens                                                                       | Hans Koetsier                                                | Velperweg 45                                                                    |                                                      |         |          |             |
| 1978             | Blauwe Golven                                                                    | Peter Struycken                                              | Roermondsplein                                                                  | Gekleurd betonsteen                                  | 56      | F 5      |             |
| 1978             | Poorten                                                                          | Hans Koetsier                                                | Velperweg 45 (voormalig bankkantoor, thans appartementencomplex)                | beschilderd beton                                    | 236     | H 4      |             |
| 1978             | Mnemosyne                                                                        | Ed van Teeseling                                             | Oude Schanspad                                                                  | brons                                                | 187     | F 8      |             |
| 1979             | Plaquette 'De Goudkust'                                                          | Tempo van Vlaanderen                                         | Klarendalseweg 399                                                              |                                                      |         |          |             |
| 1979             | Boodschappentas                                                                  | Joep Sterman                                                 | Elderveldplein                                                                  | Gecoat staal                                         | 191     | C 7      |             |
| 1979             | Icarus                                                                           | Jerome Symons                                                | Luthers hofje                                                                   | kalksteen                                            | 118     | G 4      |             |
| 1979             | Teken                                                                            | Wessel Couzijn                                               | Amsterdamseweg/Schelmseweg (Schaarsbergen)                                      | cortenstaal                                          | 70      | C 3      |             |
| 1979             | Vrouw met kind in doeken gewikkeld                                               | Reny de Graaf                                                | Molenkom, binnenplein                                                           | brons                                                | 53      | F 5      |             |
| ca. 1980         | Kubussen                                                                         | Ulrich Rückriem                                              | Huissensestraat 301                                                             |                                                      |         |          |             |
| 1980             | Zittend figuur                                                                   | Jan Snoeck                                                   | Velperweg 8                                                                     |                                                      |         |          |             |
| 1980             | Boeken in golvend plaveisel                                                      | Leo Gerritsen                                                | Zeelandsingel                                                                   | hardhout; Azobe, beton                               | 200     | C 8      |             |
| 1980             | Poort van de Zon (Zonnepoort)                                                    | Marius van Beek                                              | Huissensedijk, Immerloopark                                                     | graniet                                              | 188     | G 8      |             |
| 1981             | Elementen                                                                        | Huub van Delden                                              | Willemsplein 5                                                                  | RVS, blauw gecoat staal, blauw beton, witte klinkers | 36      | F 4      |             |
| 1981/1982        | Sind wir Schatten der Vergangenheit                                              | Arno van der Mark                                            | Waterbergseweg/Diepenbrocklaan                                                  | kalksteen of Impalla graniet                         | 233     | G 2      |             |
| 1981/1982        | Metamorfose                                                                      | Luigi Pedron                                                 | Heijenoordseweg 150, Het Dorp                                                   | hardsteen                                            | 62      | D 3      |             |
| 1981/1982        | Scherm                                                                           | Marian van Lookeren Campagne                                 | Groningensingel, brandweerkazerne                                               | messing en plaatstaal, rood gelakt                   | 185     | E 8      |             |
| 1981/1986        | Elementen                                                                        | Ger Dekker i.s.m. Pjotr van Oorschot                         | Kroonse Wal                                                                     | beton                                                | 196     | C 9      |             |
| 1981/1986        | Landmark                                                                         | Jan van Wijk i.s.m. Johan Goedhart                           | Brabantweg                                                                      | groen geglazuurd baksteen                            | 194     | C 8      |             |
| 1981/1986        | Vijf Pijlers                                                                     | Coen Wilderom                                                | Kroonse Wal                                                                     | staal                                                | 198     | C 9      |             |
| 1981/1986        | vormgeving bruggen en damwanden                                                  | Joost Baljeu                                                 | Kroonse Wal                                                                     |                                                      | 195     | C 9      |             |
| 1982             | Open Octaëder                                                                    | Hans van Erven                                               | Breezandpad 13, park Elderveld, achterkant sportschool                          | RVS                                                  | 192     | C 7      |             |
| 1982–2017        | Tension Wheel                                                                    | Onno van Dokkum                                              | Heijenoordseweg, Revalidatie Scholengemeenschap Arnhem                          | cortenstaal, RVS                                     | 65      | D 3      |             |
| 1983             | 8 Plastieken                                                                     | Ans van Haersolte-Dijk                                       | Waterbergseweg, Moscowa                                                         | gegoten beton                                        | 97      | H 1      |             |
| 1983             | De Lopers                                                                        | Mariette Teugels                                             | Papendallaan 6, sportcentrum Papendal (Schaarsbergen)                           | brons                                                | 228     | C 2      |             |
| 1983             | Doorsneden kubus                                                                 | Gerard Walraeven                                             | Roermondsplein                                                                  | cortenstaal, RVS                                     | 54      | F 5      |             |
| 1983–2015        | Parkterras                                                                       | Ubbo Scheffer                                                | Velperbuitensingel, achterkant Musis Sacrum                                     | Lytag-beton                                          | 220     | G 4      |             |
| 1983             | Pietre in Olanda                                                                 | Pinuccio Sciola                                              | Amsterdamseweg                                                                  | Sardijnse kalksteen                                  | 77      | D 3      |             |
| 1983             | Pietre in Olanda                                                                 | Pinuccio Sciola                                              | Ruitenberglaan, park Presikhaaf                                                 | Sardijns kalksteen                                   | 129     | J 4      |             |
| 1983             | Pietre in Olanda                                                                 | Pinuccio Sciola                                              | Schelmseweg                                                                     | Sardijnse kalksteen                                  | 69      | E 2      |             |
| 1983             | Vormgeving EKP                                                                   | Bas Maters                                                   | Broekstraat/Stuyvesanthof                                                       | Glas, steen, staal                                   | 156     | I 5      |             |
| 1983             | Fort Westervoort                                                                 | Wim Korvinus                                                 | Pleijweg                                                                        |                                                      |         |          |             |
| 1983             | Rasterpatio                                                                      | Emanuel Viegers                                              | Venlosingel 214                                                                 | metaal                                               |         |          | [ noot 17 ] |
| 1984/1987        | Monument                                                                         | Sigurður Guðmundsson                                         | Zijpendaalseweg, park Gulden Bodem                                              | grindbeton, brons, leisteen, RVS                     | 71      | E 2      |             |
| 1985             | Drie Zonnepijlen                                                                 | Piet Slegers                                                 | Onderlangs                                                                      | RVS, deels met zwarte ets                            | 225     | E 4      |             |
| 1985             | Monument for the unknown artist                                                  | Arno Arts                                                    | Korenmarkt                                                                      | marmeren tegel                                       | 50      | F 4      |             |
| 1985             | Rockwork I                                                                       | Arno van der Mark                                            | Randweg, park Binnenveld                                                        | kalksteen                                            | 199     | D 9      |             |
| 1986             | Klimwand                                                                         | Christiaan Paul Damsté                                       | Beukenlaan 17 (sportcentrum Valkenhuizen)                                       | natuursteen                                          | 101     | H 1      |             |
| 1986             | Schateiland                                                                      | Jerome Symons                                                | Veerpolderstraat, nabij John Frostbrug                                          | Namens hardsteen                                     | 173     | G 6      |             |
| 1986             | Moai                                                                             | Arild Veld                                                   | Prins Hendrikstraat 51                                                          |                                                      |         |          |             |
| 1987             | Afgeknotte Piramide                                                              | Cornelius Rogge                                              | Bredasingel                                                                     | cortenstaal                                          | 197     | C 9      |             |
| 1987–?           | De poort                                                                         | Ron van de Ven                                               | Broekstraat                                                                     | staalplaat                                           | 161     | G 5      |             |
| 1987             | Gevelapplicatie                                                                  | Berend Hendriks                                              | Velperbinnensingel, parkeergarage                                               | staal, graniet                                       | 31      | G 4      |             |
| 1987             | Herdenkingsmonument 'Remember September 1944'                                    | Ad van Wordragen                                             | Nassaustraat                                                                    | natuursteen, brons                                   | 61      | E 4      |             |
| 1987–2009        | Muurpuzzel                                                                       | Frans Jongmans                                               | Tweede Spijkerdwarsstraat                                                       | beschilderde panelen                                 | 148     | G 4      |             |
| 1987             | Dansend vierkant                                                                 | Marijke de Goey                                              | Pleijweg                                                                        | staal                                                |         |          |             |
| 1988             | Observatorium                                                                    | Jos Kokke                                                    | Pleijweg                                                                        | staal                                                |         |          |             |
| 1988             | atelierwoning GroenRood                                                          | Wim Korvinus                                                 | Theaterplein/Marga Klompélaan                                                   |                                                      | 210     | F 10     |             |
| 1988             | Monumentale trap                                                                 | Gerard van Ede                                               | Janslangstraat                                                                  | beton                                                | 41      | F 4      |             |
| 1988             | Triomfboog                                                                       | Dick de Wit                                                  | Croydonplein                                                                    | staal, gelakt                                        | 183     | F 8      |             |
| 1988             | Zonder titel (twee tonnen)                                                       | Maarten de Reus                                              | Heijenoordseweg 1                                                               | staal en aluminium                                   |         |          |             |
| 1988-1989        | Kinetische lichtsculptuur                                                        | Jan Hein Daniëls en Marcel van Vuuren                        | Burg. Matsersingel                                                              | RVS                                                  | 181     | F 8      |             |
| 1989             | Object                                                                           | Han Schuil                                                   | Ingenieur Molsweg 5                                                             |                                                      |         |          |             |
| 1989             | Ruimtelijk teken                                                                 | Rob Groot Zevert                                             | Schoolstraat 20                                                                 |                                                      |         |          |             |
| 1989–?           | Glasapplicatie                                                                   | Berend Hendriks                                              | Pythagorasstraat 9, Lea Dasbergschool                                           | gekleurd en gebrandschilderd glas in loodpanelen     | 207     | E 9      |             |
| 1989             | Lichtobjecten                                                                    | Mieke Schobbe                                                | Burg. Matsersingel 10, jongerencentrum                                          |                                                      | 182     | F 8      |             |
| 1989             | Trapsculptuur entree Musis Sacrum                                                | Albert Goederond                                             | Velperbinnensingel                                                              | rood geslagen koper                                  | 32      | G 4      |             |
| 1989             | Vogel                                                                            | Jacques Maris                                                | Jufferstraat                                                                    | brons                                                | 145     | G 4      |             |
| 1989             | Vensters                                                                         | Gert-Jan de Vogel                                            | Van Slichtenhorststraat 27a                                                     | beton                                                |         |          |             |
| 1989/1990        | Zuilengalerij                                                                    | Kubach-Wilmsen (Wolfgang Kubach en Anna Kubach-Wilmsen)      | Bovenbeekstraat t.h.v. nr 21                                                    | gepolijst Belgisch hardsteen                         | 44      | G 4      |             |
| 1990             | Monument KNIL                                                                    | Thérèse de Groot                                             | Velperweg, Bronbeek                                                             | brons                                                |         |          |             |
| 1990–?           | De rups                                                                          | Jos Spanbroek                                                | Bosweg 1, voormalige Arnhemse Buitenschool                                      | beschilderd ijzer                                    | 109     | H 3      |             |
| 1990             | zonder titel                                                                     | Karel Kremer                                                 | Damstraat, muur politiebureau                                                   | aluminium, RVS                                       | 19      | G 5      |             |
| 1990             | De delen van een koppel                                                          | Eugène Terwindt                                              | Schepen Bierwischstraat 7                                                       | marmer                                               |         |          |             |
| 1991             | Kleurschema Sterflats                                                            | Berend Hendriks                                              | Schipholplein en Driemondplein                                                  |                                                      | 193     | C 7      |             |
| 1991             | Overlevering (7 reliëfs)                                                         | Carel Lanters                                                | Spijkerstraat t.o. nr. 241                                                      | Reliëfs in stucwerk, goudkleurig                     | 150     | H 4      |             |
| 1991             | Tegeltableau                                                                     | Angela de Jong                                               | Noordpad/Agnietenstraat                                                         | kerakmiek, tegels                                    | 115     | H 3      |             |
| 1991             | Zuil                                                                             | Norman Dilworth                                              | Dr. Joop den Uylsingel                                                          | composietsteen bekleed met granitoplaten             | 206     | E 9      |             |
| 1991             | Zwaaiend Meisje, vlag voor het proletariaat                                      | Ante van der Jagt                                            | St. Marten                                                                      |                                                      | 119     | G 4      |             |
| 1992             | Vogel                                                                            | Jeanne Brommer                                               | Marga Klompelaan                                                                |                                                      |         |          |             |
| 1992             | Grafmonumenten                                                                   | Sias Fanoembi                                                | Waterbergseweg, Moscowa                                                         | hout, steen en staal                                 | 99      | H 1      |             |
| 1992             | Korvinusbruggen                                                                  | Wim Korvinus                                                 | Dr. Joop den Uylsingel                                                          | diverse steensoorten en gelakt metaal                | 204     | E 9      |             |
| 1992             | Plaquette                                                                        | Jerome Symons en Evert van der Molen                         | Kastanjelaan 31                                                                 | Zeefdruk in email op metaal                          | 151     | H 4      |             |
| 1992             | Watergemaal                                                                      | Ed Morroy                                                    | Dr. Joop den Uylsingel                                                          | gekleurd staal                                       | 205     | E 9      |             |
| 1992             | Wijkaanduiding Rijkerswoerd                                                      | Wim Korvinus                                                 | Marga Klompélaan/Burg. Matsersingel                                             | staalplaat, wit gelakt                               | 212     | E 9      |             |
| 1992             | Het landschap met de horizon als uiterste begrenzing                             | Dorothee Limburg                                             | Utrechtsestraat, t.h.v. hoofdkantoor Liander                                    | staal                                                | 226     | F 4      |             |
| 1993             | Lichtobject                                                                      | Gijs Bakker                                                  | Land van de Markt                                                               | Roestvrijstaal en kunststof                          | 46      | G 4      |             |
| 1993             | Het Arnhems Meisje                                                               | Joop te Riele                                                | Bolwerk                                                                         | brons                                                | 52      | F 5      |             |
| 1993             | Bridges of Arnhem                                                                | Remy Zaugg                                                   | Eldenseweg op de Nelson Mandelabrug                                             | neonletters in wit acrylglas                         | 57      | F 5      |             |
| 1993             | Drie graven ('Zwevende Grafsculpturen')                                          | Huub Kortekaas                                               | Waterbergseweg, Moscowa                                                         | cortenstaal                                          | 98      | H 1      |             |
| 1993             | Open doekjes                                                                     | Will Schropp                                                 | Emmastraat                                                                      | hout                                                 | 154     | H 4      |             |
| 1993             | Poort van de ruimte                                                              | Huub Kortekaas                                               | Snelliusweg (voorheen Mooieweg 8)                                               | cortenstaal                                          | 160     |          |             |
| 1993             | Stylieten                                                                        | Jeroen Melkert                                               | Mussenplein                                                                     | dolomiet en marmer                                   | 113     | H 3      |             |
| 1993             | Trafo-project                                                                    | Peter Struycken en Carl Weber                                | diverse straten in Rijkerswoerd                                                 | keramiek, gekleurde tegels                           | 211     | F 10     |             |
| 1993–2013        | zonder titel                                                                     | Patrick Corillon                                             | Jansbuitensingel                                                                | gelakt metaal                                        | 35      | G 4      |             |
| 1994             | 'De blije klant'                                                                 | Ad Braat                                                     | Utrechtseweg 177                                                                |                                                      |         |          |             |
| 1994             | Bridge to the future                                                             | Marius van Beek                                              | Airborneplein                                                                   | natuursteen                                          | 15      | G 5      |             |
| 1994             | Drinkwaterfontein                                                                | Hetty Keiren                                                 | Rijnkade                                                                        | beton                                                | 9       | G 5      |             |
| 1994             | Maarten van Rossum te Paard                                                      | Mirjam Bakker                                                | Sint Marten Nuldenhofje                                                         | staal                                                | 237     | G 4      |             |
| 1994             | Plaquette Prinsenhof                                                             | Christien Nijland                                            | Prinsenhof hoek Oranjewachtstraat                                               | Belgisch hardsteen                                   | 13      | G 5      |             |
| 1994             | Samenkomst                                                                       | Ron van de Ven                                               | Parkstraat 31 (Vrijzinnig Hervormde kerk)                                       | beton en koperplaat                                  | 153     | G 4      |             |
| 1994             | Tatoeage, transformatorhuisje                                                    | Wilma Sommers                                                | Marktplein/Geitenkamp                                                           | smeedijzer                                           | 104     | I 2      |             |
| 1994             | Poort                                                                            | Wim Korvinus                                                 | Lange Akkers, brug boven A 325                                                  | beton, RVS                                           | 203     | D 9      |             |
| 1994             | Buste Audrey Hepburn                                                             | Kees Verkade                                                 | Burgemeestersplein                                                              | brons                                                | 79      | F 4      |             |
| 1994             | Zonder titel                                                                     | Mirjam Bakker                                                | Nijhoffstraat 35                                                                |                                                      |         |          |             |
| 1995             | 'Maria, met of zonder bloemen'                                                   | Carel Lanters                                                | Spijkerstraat 3                                                                 |                                                      | 149     | G 4      |             |
| 1995             | La Grande Randonnée                                                              | Jos Wandel                                                   | Vijfzinnenstraat 80                                                             | gelakt metaal                                        | 59      | F 4      |             |
| 1995             | Plaquette Arnhemse evacués                                                       | Mark Geels                                                   | Apeldoornseweg/Jansbuitensingel                                                 | brons                                                | 123     | G 4      |             |
| 1995             | Waterschaal                                                                      | Anjeliek Blaauw                                              | Parkstraat 100 (Watertuin)                                                      |                                                      |         |          |             |
| ca. 1995         | Tuinbeeld                                                                        | J.C. Haikes                                                  | Steenstraat 9                                                                   | steen                                                |         |          |             |
| 1996             | zonder titel (heup)                                                              | Liesbeth Crooijmans                                          | Mooieweg 174                                                                    |                                                      |         |          |             |
| 1996             | Eerste auto                                                                      |                                                              | Rijnkade 2                                                                      |                                                      |         |          |             |
| 1996             | Fietsenrek SPAN                                                                  | Maartje Kaper                                                | Van Maerlantstraat 1                                                            |                                                      |         |          |             |
| 1996             | Hekwerk                                                                          | Carel Lanters                                                | Spijkerstraat 239                                                               |                                                      |         |          |             |
| 1996             | Met alle respect                                                                 | Arif Algan                                                   | Pels Rijckenstraat 1                                                            | natuursteen                                          |         |          |             |
| 1996             | Zinnevruchten                                                                    | Pauline Becking                                              | Park Warnsborn nabij grafheuvel de Meelworstenberg (Schaarsbergen)              | brons                                                | 227     | C 1      |             |
| 1997             | Zonder Titel                                                                     | Henk Visch                                                   | Vlijtstraat (brandweerkazerne)                                                  | brons                                                | 146     | G 5      |             |
| 1997             | Hoofd in de wolken                                                               | Jerome Symons                                                | Visserslaan (in plantsoen)                                                      | gegoten aluminium en graniet                         | 174     | G 6      |             |
| 1998             | Steen des aanstoots                                                              |                                                              | Sint Walburgisplein 1                                                           |                                                      |         |          |             |
| 1998             | zonder titel                                                                     | Ronald Tolman                                                | Kemperbergerweg, Siza Dorpgroep (Schaarsbergen)                                 | brons                                                | 229     | D 1      |             |
| 1998             | zonder titel (lantaarn)                                                          | Germa Huijbers en Carolina Agelink                           | Mr. J.M. de Kempenaersingel 4a (Basisschool Rijkerswoerd)                       | brons, gegoten aluminium, gekleurd beton, staal      | 209     | F 10     |             |
| 1998             | Wandelementen (blauw)                                                            | Eugène Terwindt                                              | Lexmondplaats                                                                   | staal                                                |         |          |             |
| 1998             | Wandelementen (rood)                                                             | Eugène Terwindt                                              | Leimuidenplaats                                                                 | staal                                                |         |          |             |
| 1998             | Wandelementen (geel)                                                             | Eugène Terwindt                                              | Kromwijkplaats                                                                  | staal                                                |         |          |             |
| 1999             | Tekens van bouwen                                                                | Joep Sterman                                                 | Westervoortsedijk 95                                                            |                                                      |         |          |             |
| 1999             | Buste dr. Arie Klapwijk                                                          | Oscar Rambonnet                                              | De Dorpsbrink, Het Dorp                                                         | brons                                                | 63      | D 3      |             |
| 1999             | De Leeuw van Sonsbeek                                                            | Ilse Zegers                                                  | Parkweg/Zijpendaalsweg                                                          | staal                                                | 82      | F 3      |             |
| 1999             | Gedichten van Rutger Kopland                                                     | Cees Kant                                                    | Park Sonsbeek, Steile Tuin                                                      | cortenstaal                                          | 84      | F 3      |             |
| 1999             | Hemels geschenk                                                                  | Hans Hovy                                                    | Park Sonsbeek, Steile Tuin                                                      | brons                                                | 83      | F 3      |             |
| 1999             | Amorsrond                                                                        | Adri Verhoeven                                               | Park Sonsbeek bij de Belvedére                                                  | hardsteen; Impala en Kashmir White                   | 88      | G 3      |             |
| 1999             | Klok van de Generaties                                                           | Jerome Symons                                                | Park Sonsbeek, ingang Zijpendaalseweg richting Sonsbeek-paviljoen               | gelakt staal, brons en glas                          | 232     | F 3      |             |
| 2000             | Luchtsteen                                                                       | Rob Sweere                                                   | Maaslaan                                                                        | zwerfkei, stalen buizen                              | 128     | I 4      |             |
| 2000             | Luchtstenen                                                                      | Rob Sweere                                                   | Waalstraat                                                                      | zwerfkeien, stalen buizen                            | 127     | I 4      |             |
| 2000             | Ouders                                                                           | Theo Schepens                                                | Kerkplein                                                                       | RVS                                                  | 8       | G 5      |             |
| 2000             | zonder titel                                                                     | Marten Hendriks                                              | fietstunnel tussen Rijksweg West en de Randweg                                  | tegels                                               | 189     | D 8      |             |
| 2000             | Kring                                                                            | Helen Rust                                                   | Stedumhof                                                                       | hout                                                 |         |          |             |
| 2001             | Dampit-monument                                                                  | Rudi Augustinus                                              | Velperweg, Bronbeek                                                             | brons                                                |         |          |             |
| 2001             | All happy now!                                                                   | Peter Santino                                                | Sonsbeek, ten noorden van de Parkweg                                            | staal, gras                                          | 93      | F 3      |             |
| 2001             | Dulcinea’s voor de monnik                                                        | Tine van de Weyer                                            | Benedictijnenstraat bij waterloop                                               | brons                                                | 106     | I 2      |             |
| 2001             | Epigraphs                                                                        | Gabriel Kuri                                                 | Park Sonsbeek bij de Witte Brug                                                 | zwerfkeien met inscriptie                            | 92      | F 4      |             |
| 2001             | Skies captured                                                                   | Henrietta Lehtonen                                           | Park Sonsbeek in Koude Vijver                                                   | staal                                                | 87      | F 3      |             |
| 2001             | Trompette de la mort                                                             | Peter Otto                                                   | Roermondsplein, terras cafe Max Brothers                                        | brons                                                | 55      | F 5      |             |
| 2001             | Zonder Titel                                                                     | Peer Veneman                                                 | Velperweg, t.h.v. Akzo Nobel                                                    | brons                                                | 235     | I 4      |             |
| ca. 2002         | Narcissus of Spiegeling                                                          | Michel Somers                                                | Mr. D.U. Stikkerstraat 11                                                       |                                                      |         |          |             |
| 2002             | Grietje                                                                          | Monica van Panthaleon van Eck                                | Koningstraat 48, entree gemeentehuis                                            | brons                                                | 2       | G 5      |             |
| 2002             | Avanspettacolo                                                                   | Ronald Tolman                                                | Kemperbergerweg, Siza Dorpgroep (Schaarsbergen)                                 | aluminium, staaldraad                                | 230     | D 1      |             |
| 2002             | zonder titel                                                                     | Gerard van Rooij                                             | C. von Ossietzkyplantsoen                                                       | Belgische hardsteen                                  | 208     | F 9      |             |
| 2002             | Energiecirkel                                                                    | Jan van Munster                                              | Eusebiusplein                                                                   | gegalvaniseerd staal, neon                           | 11      | G 5      |             |
| 2002             | Baken                                                                            | Carolina Agelink en Germa Huijbers                           | Kronenburgsingel 525                                                            |                                                      |         |          |             |
| 2002             | Een poort voor Rijkerswoerd                                                      | Thom Puckey                                                  | Marga Klompelaan/hoek Simon Vestdijksingel                                      | geborsteld aluminium, brons, marmer                  | 202     | F 10     |             |
| 2003             | Ratten                                                                           | Arild Veld                                                   | Apeldoornsestraat 4a                                                            |                                                      |         |          |             |
| 2003             | Plaquette geboortehuis Hendrik Antoon Lorentz                                    |                                                              | Steenstraat 48                                                                  |                                                      |         |          |             |
| 2003             | Zonder titel                                                                     | Bas Maters                                                   | Mr. B.M. Teldersstraat 7                                                        |                                                      |         |          |             |
| 2004–2022        | Kikkerkoning                                                                     | Suzanne Willems                                              | Sonsbeek bij het Watermuseum                                                    | brons                                                | 94      | F 4      |             |
| 2004             | Stonetree                                                                        | Jeroen Melkert                                               | Oude Velperweg 31                                                               | kalksteen                                            |         |          |             |
| 2004             | Internationaal Monument voor het onbekende kind                                  | Stichting Roos en Herman van Veen                            | Delhuijzen                                                                      | steen                                                |         |          |             |
| 2005             | Sprankelplek                                                                     | Jos Spanbroek                                                | Brandenburgseplein                                                              |                                                      |         |          |             |
| 2005             | Verzetsmonument                                                                  | Jouke Hoogland                                               | Velperplein (verwijderd en in opslag in afwachting van herbestemming)           | op aluminiumplaat geëtste foto                       | 33      | G 4      |             |
| 2005             | Speeltuin                                                                        | Gert-Jan van Dunnewold                                       | Zijpendaalseweg, park Gulden Bodem                                              | eiken, kastanje, robinia                             | 73      | E 2      |             |
| 2005             | Sculptuur                                                                        |                                                              | Waterbergseweg, begraafplaats Moscowa                                           |                                                      |         |          |             |
| 2005             | Uil                                                                              | Bram Breedveld                                               | De Wolflaan/Park Zypendaal                                                      | hout                                                 |         |          |             |
| 2005             | Wolf                                                                             | Bram Breedveld                                               | De Wolflaan/Park Zypendaal                                                      | hout                                                 |         |          |             |
| 2005             | Wijkaanduiding Elderveld                                                         | Hanny Couwenhoven                                            | Hollandseweg/Batavierenweg                                                      | cortenstaal                                          | 190     | D 7      |             |
| 2006             | Gevelbekleding Zypse Poort                                                       | UNStudio                                                     | Zijpse Poort/Willemsplein                                                       | roestvast staal                                      |         |          |             |
| 2006             | De dingen die men niet ziet                                                      | Marieke Vriend en Sabine Zwikker                             | Valckenierstraat (fietspad)                                                     | verzinkt staal, leilinden                            | 157     | I 5      |             |
| 2006             | Groep 9                                                                          | Marjolijn Mandersloot                                        | Graslaan 97                                                                     | aluminium                                            | 175     | H 7      |             |
| 2006             | Het gordijn                                                                      | Olaf Mooij                                                   | Lupinestraat 12, De Spil                                                        | rood polyester                                       | 179     | F 6      |             |
| 2006             | No Lie Can Live Forever                                                          | Sam Durant                                                   | Eusebiusbinnensingel 28                                                         | kunststof lichtbox                                   | 218     | G 5      |             |
| 2006             | Rijndeer (Hert 2.0)                                                              | G.A.N.G. (Rob Groot Zevert, Melle Smets, Hans Jungerius)     | Meander (industrieterrein IJsseloord II, langs de A12, bij Velperbroekcircuit)  | matzwart geverfd gegalvaniseerd plaatstaal           | 221     | L 5      |             |
| 2006             | Rijstveld (Sawah Belanda)                                                        | Marion Bloem en Joyce Bloem                                  | Velperweg, park bij Regina Pacis                                                | 7 plaquettes; hardsteen                              | 107     | J 3      |             |
| 2006             | 'U bevindt zich hier'                                                            | Kunstenaarsduo vGTO                                          | Amorijstraat 14                                                                 |                                                      |         |          |             |
| ca. 2007         | Follie Malburgse Bandijk                                                         |                                                              | Bakenhof                                                                        |                                                      |         |          |             |
| 2007             | 'Taille van Turkse Kirmizi'                                                      | Mechteld Feijtel-Deinema                                     | Willem Pijperstraat 21                                                          |                                                      |         |          |             |
| 2007             | Sprookjesboom                                                                    | Gert-Jan van Dunnewold                                       | Park Presikhaaf                                                                 | hout                                                 | 239     | J 4      |             |
| 2008             | Bank 'Dhr. Janssen'                                                              | Linda van Sommeren en Jozua Zwaagman                         | Laan van Presikhaaf/Ruitenberglaan                                              |                                                      |         |          |             |
| 2008             | Bank 'Memento'                                                                   | Carmela Bogman en Sabina de Graaf                            | Bethanienstraat 3                                                               |                                                      |         |          |             |
| 2008             | Lazy King                                                                        | Alain Séchas                                                 | Park Sonsbeek nabij de Witte Villa                                              | polyester en metaal                                  | 91      | F 3      |             |
| 2008             | Bakermat                                                                         | Johan Creten                                                 | Park Sonsbeek in Stille Vijver                                                  | brons                                                | 86      | F 3      |             |
| 2008             | Double view                                                                      | Rob Sweere                                                   | Nelson Mandelabrug                                                              | aluminium voetstuk, dak van gras                     | 167     | E 6      |             |
| 2008             | Fight for life                                                                   | Marian Spekreijse                                            | Thomas Ettylaan                                                                 | brons                                                | 76      | E 3      |             |
| 2008             | Historische Loper                                                                | Ruud-Jan Kokke                                               | Koningstraat 48, entree gemeentehuis                                            | RVS                                                  | 1       | G 5      |             |
| 2008             | Paulus de Boskabouter, Gravinnebos                                               |                                                              | van Goyenstraat, park Gulden Bodem                                              | brons                                                | 72      | E 2      |             |
| 2008             | "Inzicht door Uitzicht"                                                          | Willemijn Schellekens en Menno Schmitz                       | Lange Water/Lange Wal                                                           | gelakt metaal                                        |         |          |             |
| 2008             | Coulissenbank                                                                    | Anook Cleonne Visser en Maarten Westra Hoekzema              | Scheldestraat 24                                                                |                                                      |         |          |             |
| 2008             | 'Station Klarendal'                                                              | Scott Ponik                                                  | Klarendalseweg 536                                                              |                                                      |         |          |             |
| 2008             | Tatoeages                                                                        | Heide Corthout en Xander Trip                                | Fonteinkruidstraat 01–49 (oneven nummers)                                       |                                                      |         |          |             |
| 2008–2017        | Update (Lorentzmonument)                                                         | Hans van Houwelingen                                         | Park Sonsbeek nabij de Witte Villa                                              | inscriptie in euvillekalksteen                       | 90      | F 3      |             |
| 2009             | Spitting leaders                                                                 | Fernando Sánchez Castillo                                    | IJssellaan, in de vijver, park Presikhaaf                                       | brons                                                | 132     | J 4      |             |
| 2009             | The past and the future/wijkaanduidingen                                         | Hanneke van de Pol                                           | Hommelsepoort                                                                   | tegeltableau                                         | 122     | G 4      |             |
| 2009/2010        | Wiltshire monument                                                               | Tirza Verrips                                                | Marasingel 19 (Schuytgraaf)                                                     | Cortenstaal, graniet                                 | 213     | A 9      |             |
| 2009             | Hekwerk                                                                          | Willem Schutter                                              | Marasingel 151                                                                  |                                                      |         |          |             |
| 2010             | eiPOD                                                                            | Ton Matton                                                   | Marasingel 151                                                                  |                                                      |         |          |             |
| 2010             | Vogelmannetje                                                                    | Erik Buijs                                                   | van Eckstraat/van Lawick van Pabststraat                                        | gegoten aluminium                                    | 231     | E 3      |             |
| 2010             | Diorama                                                                          | Marieken Verheyen                                            | Lupinestraat                                                                    |                                                      |         |          |             |
| 2010             | Wijkaanduiding 'Welkom in De Laar Oost'                                          | Marja Wennemers                                              | Randweg/Venlosingel/Zeelandsingel                                               |                                                      |         |          |             |
| ca. 2010         | Jozef en Maria                                                                   | Peter Krynen                                                 | Graaf Ottoplein 16                                                              |                                                      |         |          |             |
| ca. 2010         | Totempaal                                                                        | Gert-Jan van Dunnewold en Jeroen Compagne                    | Beekdalpark Paasberg                                                            | hout                                                 |         |          |             |
| 2010             | De Laar West                                                                     | Mick de Bruijn                                               | Batavierenweg/Brabantweg                                                        |                                                      |         |          |             |
| 2011             | Tegeltableau 'Thuis in de Laar West'                                             | Jolanda Lengkeek                                             | Brabantweg/Metamorfosenallee                                                    |                                                      |         |          |             |
| 2011             | Bank                                                                             | Monique Robben                                               | Batavierenweg/Burgemeester Matsersingel                                         |                                                      |         |          |             |
| 2011             | The Heart of Cito                                                                | Ineke Hans                                                   | Amsterdamseweg 13                                                               |                                                      |         |          |             |
| 2011             | Hekwerken                                                                        | Alphons ter Avest                                            | Reigerstraat                                                                    |                                                      |         |          |             |
| 2011             | Hekwerken                                                                        | Alphons ter Avest                                            | Schuttersbergweg                                                                |                                                      |         |          |             |
| 2011             | Hekwerken                                                                        | Alphons ter Avest                                            | Sperwerstraat                                                                   |                                                      |         |          |             |
| 2011             | De Krochten van de Geest (monument ter herinnering aan Johnny van Doorn)         | Stijn Coetsier                                               | Brouwersplein                                                                   | roestvrij stalen zuilen, spiegels en gecoat ijzer    | 223     | G 4      |             |
| 2011             | Daar                                                                             | Erik Buijs                                                   | Kluizeweg                                                                       |                                                      |         |          |             |
| 2011             | Pronkende pauw                                                                   | Ronald Tolman                                                | Velperweg 158 (voortuin Regina Pacis)                                           | brons                                                |         |          |             |
| 2011             | Sonsbloem                                                                        | Jan van IJzendoorn                                           | Sonsbeeksingel/De la Reijstraat                                                 |                                                      |         |          |             |
| 2011             | Wandpaneel 'Corso Cinema'                                                        | Arno Arts                                                    | Klarendalseweg 510                                                              |                                                      |         |          |             |
| 2011             | 'Huis met muzieknoten'                                                           | Petra Groen                                                  | Mahlerstraat 4                                                                  |                                                      |         |          |             |
| 2011             | 'Lezend kind'                                                                    | Nelleke Manche                                               | Beethovenlaan 73                                                                |                                                      |         |          |             |
| 2011             | 'You can make your pictures here'                                                | Cor Litjens                                                  | Eduard van Beinumlaan                                                           |                                                      |         |          |             |
| 2011             | HOI                                                                              | Marjan Renkens                                               | Croydonplein                                                                    |                                                      |         |          |             |
| 2011             | Rode herten                                                                      | Gea Grevink en Peter van der Gulden                          | Marasingel/Metamorfosenallee                                                    |                                                      |         |          |             |
| 2012             | Mens-erger-je-niet                                                               | Inez Navarro en Lisette Jacobs                               | Eimerssingel-Oost                                                               |                                                      |         |          |             |
| 2012             | Mozaïek 'Pizza di Arte'                                                          | Arno Arts                                                    | Oremusplein                                                                     |                                                      |         |          |             |
| 2012             | "De Generaties" (drie geabstraheerde mensenfiguren)                              | Frans Goldhagen                                              | Lange Water/Kermisland                                                          |                                                      |         | beton    |             |
| 2013             | Drawings                                                                         | E. Pietersen                                                 | fietstunnel Kortenhoefpad                                                       |                                                      |         |          |             |
| 2013             | Fragments of Nature                                                              | Janske Hombergen                                             | Daphnesingel 92                                                                 |                                                      |         |          |             |
| 2013             | Fragments of Nature                                                              | Janske Hombergen                                             | div. pleintjes Singelkwartier                                                   |                                                      |         |          |             |
| 2013             | Meisje op de bank                                                                | Ton Mulder                                                   | Sittardstraat 14                                                                |                                                      |         |          |             |
| 2013             | Plaquette mr. baron B.P. van Verschuer                                           | Cornelis Beets                                               | Van Verschuerplein                                                              |                                                      |         |          |             |
| 2013             | Schaduwbeelden                                                                   | Jan van IJzendoorn                                           | Mesdaglaan                                                                      |                                                      |         |          |             |
| 2013             | Koeien                                                                           |                                                              | Huissensestraat/Stadswaardenlaan                                                | glasvezel                                            |         |          |             |
| 2013             | Bankje Jan Bronbeek                                                              | Greet Grottendieck                                           | Velperweg, Bronbeek                                                             | brons                                                |         |          |             |
| 2013             | Tegeltableaus Parkeergarage                                                      | Hanneke van de Pol en Antis Renjaan                          | Hommelseweg                                                                     | tegels                                               |         |          |             |
| 2013–2021        | Feestaardvarken                                                                  | Florentijn Hofman                                            | Kortestraat (Bartokpark t.o. Rozet)                                             | metaal en Keim coating                               | 0       | F 5      |             |
| 2013             | Zelfportret                                                                      | Wijnand Schoemaker                                           | Heijenoordseweg                                                                 |                                                      |         |          |             |
| 2014             | BAB\|BEL                                                                         | Thomas Scherzer                                              | Laan van Presikhaaf                                                             |                                                      |         |          |             |
| 2014             | Ontmoeting                                                                       | Annemarie Noorderberg                                        | Rosandepolder                                                                   | cortenstaal                                          |         |          |             |
| 2014             | Stoepplaquette 'Tuf van Vuuren'                                                  | Carel Lanters                                                | Van Spaenstraat 61                                                              | brons                                                |         |          |             |
| 2014             | Hoge poten                                                                       | Klaas Gubbels                                                | Onderlangs                                                                      | staal                                                |         |          |             |
| 2014             | (De) Berm                                                                        | Natascha Waeyen                                              | Huissensestraat/Groene Weide/Sint Gangulphusplein                               | metaal                                               |         |          |             |
| 2014             | De Berlijnse Muur                                                                |                                                              | Lage kade                                                                       | Staal en beton                                       |         |          |             |
| 29 januari 2015  | De Sfinx van Arnhem                                                              | Marcel Smink                                                 | Ooststraat/Nieuwe Kade                                                          |                                                      |         |          |             |
| 2015             | Wolk                                                                             | John Körmeling                                               | Stationshal                                                                     |                                                      |         |          |             |
| 2015             | Reliëf 'Vrijstaat Thialf'                                                        | Peter Groot                                                  | Dullertstraat 33                                                                |                                                      |         |          |             |
| 2015             | Minerva                                                                          | E. Pietersen                                                 | Minervasingel/Titanium                                                          |                                                      |         |          |             |
| 2016             | 'Garde Grenadiers en Jagers'                                                     | Rob Voerman                                                  | Geelgorslaan                                                                    |                                                      |         |          |             |
| 2016             | Albert Mol                                                                       | Wim Kuijl                                                    | Velperweg 158 (achterterras Regina Pacis)                                       |                                                      |         |          |             |
| 2016             | Kattene                                                                          | Lissy Boesen                                                 | Rhederoordlaan 2                                                                |                                                      |         |          |             |
| 2016             | The Happy Camper Pong (tafeltennistafel)                                         | Louie Cordero                                                | Rodenburgstraat                                                                 |                                                      |         |          |             |
| 2016             | Pandorama                                                                        | Alphons ter Avest                                            | Park Schuytgraaf                                                                | hout en metaal                                       |         |          |             |
| 2016             | Koffiekan                                                                        | Klaas Gubbels                                                | Amsterdamseweg                                                                  |                                                      |         |          |             |
| 2016             | Wijkaanduiding Vredenburg                                                        | Laura Oostdam                                                | Groningensingel/Burg. Matsersingel                                              |                                                      |         |          |             |
| 2017             | Hekwerk                                                                          | Alphons ter Avest                                            | Weverstraat 40                                                                  |                                                      |         |          |             |
| 2017             | BANK 3                                                                           | Astrid Aries                                                 | Johan de Wittlaan                                                               |                                                      |         |          |             |
| 2017             | Afvoerputje                                                                      | Marcel Daelmans                                              | Gildemeestersplein/IJssellaan                                                   |                                                      |         |          |             |
| 2017             | Vitessemonument (voetbal)                                                        |                                                              | Dominicanenweg                                                                  |                                                      |         |          |             |
| 2017             | Pijn in brons gestold                                                            | Gerard Philipsen                                             | Emmastraat 12                                                                   | brons                                                |         |          |             |
| 2017             | Green Bullet                                                                     | Rob Sweere                                                   | Roermondsplein                                                                  |                                                      |         |          |             |
| 2017             | Een baken van boeken                                                             | Jan van IJzendoorn                                           | Grote Oord 15                                                                   |                                                      |         |          |             |
| 2017             | Energy, muurreliëf ter herinnering aan de gemeentelijke gasfabriek               | Jan van IJzendoorn                                           | Ampèrestraat 25-27                                                              |                                                      |         |          |             |
| 2017             | Energy, muurreliëf ter herinnering aan de provinciale elektriciteitsmaatschappij | Jan van IJzendoorn                                           | Ampèrestraat 21-23                                                              |                                                      |         |          |             |
| 2017             | De vier jaargetijden (marmeren sculptuur)                                        | Jeroen Jongeleen                                             | Hisveltplein                                                                    | marmer                                               |         |          |             |
| 2018             | Verwondering                                                                     | Carel Lanters                                                | Prins Hendrikstraat 51                                                          |                                                      |         |          |             |
| 2018             | Buitenbeeld                                                                      | Rineke van Rijt                                              | Plattenburgerweg                                                                |                                                      |         |          |             |
| 2018             | Vogelvrij                                                                        | Jeroen Heeman                                                | Doeffstraat 2                                                                   |                                                      |         |          |             |
| 2018             | 'Aldo van Eijk'                                                                  | Jeroen Jongeleen                                             | IJssellaan/Het Zwin                                                             |                                                      |         |          |             |
| 2018             | Wijksieraad Klarendal                                                            | Marcel Smink                                                 | Klarendalseweg                                                                  |                                                      |         |          |             |
| 2018             | Peerd                                                                            | Chris van Moolenbroek                                        | Sint Gangulphusplein/Hortensiastraat                                            | metaal                                               |         |          |             |
| 2019             | Abstract glas-in-lood                                                            | Gery Garttener                                               | Mr. P.J. Oudsingel 82                                                           |                                                      |         |          |             |
| 2019             | Insect                                                                           | Ton Mulder                                                   | Sittardstraat 14                                                                |                                                      |         |          |             |
| 2019             | Wensvuur                                                                         |                                                              | Heijenoordseweg 1                                                               |                                                      |         |          |             |
| 2019             | Springende vissen                                                                | Arild Veld                                                   | Huissensestraat/Lisdoddelaan/Visserslaan                                        |                                                      |         |          |             |
| 2019             | Regenboogbrug over de Jansbeek                                                   | Maria Roosen                                                 | Beekstraat 39                                                                   | glas                                                 |         |          |             |
| 2019             | Zweet des Aanschijns                                                             | Sjoerd Schwibettus                                           | Staringplein                                                                    | metaal                                               |         |          |             |
| 17 november 2019 | Joods Monument                                                                   | Atelier Ariës Natuursteen                                    | Jonas Daniël Meijerplaats                                                       |                                                      |         |          |             |
| 2020             | 'Kanin'                                                                          | Lissy Boesen                                                 | Schuttersbergplein                                                              |                                                      |         |          |             |
| 2021             | Centaur                                                                          | Chris van Moolenbroek                                        | Akkerwindestraat/Hondsdrafstraat                                                | metaal                                               |         |          |             |
| 2021             | Koffiekan / Walburgis Residenties                                                | Klaas Gubbels                                                | Sint Walburgisplein 1                                                           |                                                      |         |          |             |
| 2021             | Buitenbeeld                                                                      | Elsebeth Hoeven                                              | Pontanuslaan 68                                                                 |                                                      |         |          |             |
| 2022             | Ark van Noach 3.0 (beerdiertje, coronavirus, spermacel)                          | Arno Coenen                                                  | Kerkplein                                                                       |                                                      |         |          |             |
| 2022             | De Droomijs Biotoop                                                              | Emiel Ambroos                                                | Velperpoortslangstraat                                                          | hout                                                 |         |          |             |
| 2022             | The City Is The Cinema                                                           | Melanie Maria                                                | Wezenstraat                                                                     |                                                      |         |          |             |
| september 2022   | Oorlogsmonument 'VLUCHT'                                                         | Ruud-Jan Kokke                                               | Apeldoornsestraat/Velperplein                                                   |                                                      |         |          |             |
| 2023             | Birdman                                                                          | Dedden & Keizer                                              | Whemedreef                                                                      |                                                      |         |          |             |
| 2024             | A doodle (tekening)                                                              | Arash Fakhim                                                 | Achterstraat/Zilver                                                             |                                                      |         |          |             |
| 2024             | 'Take Off' , , Arnhem                                                            | Rob Voerman                                                  | Metamorfosenallee                                                               |                                                      |         |          |             |
| ?                | Blauwe tegel                                                                     |                                                              | Grote Oord                                                                      |                                                      |         |          |             |
| ?                | Hoogwaterschuif                                                                  |                                                              | Rijnkade                                                                        | gietijzer                                            | 10      | F 5      |             |
| ?                | Gedenksteen                                                                      |                                                              | Beekstraat 39, wachtkamer politiebureau                                         | kalkzandsteen                                        | 22      | G 5      |             |
| ?                | zonder titel                                                                     |                                                              | Johan de Wittlaan (Symfonie)                                                    | kalkzandsteen                                        | 158     | I 5      |             |
| ?                | Duikende kikker                                                                  |                                                              | Park Sonsbeek bij de Bagijnemolen                                               |                                                      |         |          |             |
| ?                | zonder titel                                                                     |                                                              | IJssellaan, park Presikhaaf                                                     | natuursteen, cortenstaal                             | 133     | J 4      |             |
| ?                | Spelende beertjes, aapjes en konijntjes                                          | Henk Vreeling                                                | Laan van Presikhaaf                                                             |                                                      |         |          |             |
| ?                | Monnikenbeeld                                                                    |                                                              | Weg naar de Stenen Tafel/Park Klarenbeek                                        | hout                                                 |         |          |             |
| ?                | Sculptuur en fontein in vijver                                                   |                                                              | Lange Water/Kermisland                                                          |                                                      |         |          |             |
| ?                | Reliëf bladeren aan poort                                                        |                                                              | Parkweg                                                                         |                                                      |         |          |             |
| ?                | Wandreliëf danseres                                                              |                                                              | Willemsplein 10 (gevel Luxor Live)                                              |                                                      |         |          |             |
| ?                | Vrouwenfiguur 'Winter'                                                           |                                                              | Rijnstraat 36/Grote Oord 10                                                     | brons                                                |         |          |             |
| ?                | Vrouwenfiguur 'Zomer'                                                            |                                                              | Rijnstraat 36/Grote Oord 10                                                     | brons                                                |         |          |             |
| ?                | Wildeman                                                                         |                                                              | Jansstraat                                                                      |                                                      |         |          |             |
| ?                | Padden                                                                           | Mark Geels                                                   | Onderlangs 25                                                                   |                                                      |         |          |             |
| ?                | Plaquette Jacob Steven Stenfert                                                  |                                                              | Broekstraat 32                                                                  |                                                      |         |          |             |
| ?                | De kat met 9 levens                                                              |                                                              | Broekstraat 32                                                                  |                                                      |         |          |             |
| ?                | Hekwerk                                                                          | Arild Veld                                                   | Prins Hendrikstraat 51                                                          |                                                      |         |          |             |
| ?                | Olifant                                                                          |                                                              | Statenlaan 8                                                                    | steen                                                |         |          |             |
| ?                | Dier                                                                             |                                                              | Statenlaan 8                                                                    | steen                                                |         |          |             |